# Montana
Montana (anglická výslovnost  [mɒnˈtænə]IPA, oficiálně State of Montana) je stát nacházející se na severozápadě Spojených států amerických, v oblasti horských států v západním regionu USA. Montana hraničí na východě se Severní Dakotou, na jihovýchodě s Jižní Dakotou, na jihu s Wyomingem, na jihozápadě a západě s Idahem a na severu s kanadskými provinciemi Britská Kolumbie, Alberta a Saskatchewan.
Se svou rozlohou 380 800 km² je Montana čtvrtým největším státem USA, v počtu obyvatel (1 milion) je však v USA až na 44. místě a s hodnotou hustoty zalidnění 3 obyvatel na km² je dokonce na 48. místě (z 50). Hlavním městem je Helena s 30 tisíci obyvateli. Největšími městy jsou Billings se 110 tisíci obyvateli, dále Missoula (70 tisíc obyv.), Great Falls (60 tisíc obyv.), Bozeman (40 tisíc obyv.) a Butte (30 tisíc obyv.). Nejvyšším bodem státu je vrchol Granite Peak s nadmořskou výškou 3904 m v pohoří Beartooth Mountains. Největšími toky jsou řeky Yellowstone a Missouri.
Většina oblasti dnešní Montany byla od 17. století součástí Louisiany v rámci Nové Francie, kterou získali roku 1762 Španělé a přičlenili ji do místokrálovství Nové Španělsko. V roce 1800 se vrátila zpět Francii, od níž celou kolonii v roce 1803 odkoupily Spojené státy. Teprve následně se sem dostali první průzkumníci evropského původu. Západní oblast Montany byla součástí Oregon Country, původně sporného území, které od roku 1819 spravovaly USA společně se Spojeným královstvím a které Spojené státy získaly roku 1846. První evropská osídlení se v Montaně objevila teprve ve 40. letech 19. století, v této době byla oblast také rozdělena několik různých amerických teritorií. V roce 1863 se celý region stal součástí nově vzniklého idažského teritoria. Díky nárůstu počtu obyvatel vzniklo roku 1864 vlastní montanské teritorium, jehož jméno bylo odvozeno ze španělského slova „montaña“ (tj. „hora“, případně odvozeně „hornatá země“), neboť první španělští průzkumníci označovali celý hornatý americký západ jako Montaña del Norte. Montana se 8. listopadu 1889 stala 41. státem USA.

## Dějiny

### Dějiny do poloviny 19. století
Na území, které tvoří současnou Montanu, žily v minulosti různé domorodé indiánské skupiny. K historickým kmenům, zaznamenaným Evropany a osadníky ze Spojených států, patřili Vraní indiáni (Absarokové) ve středo-jižní oblasti, Šajeni na jihovýchodě, Černonožci, Assiniboinové a Atsinové ve středu oblasti a na středo-severních územích, a Kutenajové a Ploskohlavci na západě. Poblíž jezera Flathead Lake a v horách na západě žily také malé skupiny Kalispelů.
Území Montany na východ od kontinentálního rozvodí získaly v roce 1803 Spojené státy jakožto součást koupě Louisiany. Během Lewisovy a Clarkovy expedice a rovněž v následujících desetiletích zde působili američtí, britští a francouzští obchodníci s kožešinou, kteří po celém území budoucí Montany běžně jednali s domorodým obyvatelstvem. Spolupráce nebyla vždy mírumilovná, a i když obchod s kožešinami přinesl indiánským kmenům určitý materiální přínos, zároveň byli domorodci vystaveni evropským nemocem a jejich kultura a ekonomika se pod vlivem těchto kontaktů změnila. Až do Oregonské smlouvy (1846) probíhaly o oblast západně od kontinentálního rozvodí (tzv. Oregon Country) spory mezi Brity a Američany. První stálé euro-americké sídlo na území dnešní Montany, misie St. Mary's poblíž dnešního Stevensville, vzniklo v roce 1841. Roku 1847 byl založen Fort Benton, který se stal výspou obchodníků s kožešinami na horním toku řeky Missouri. V 50. letech 19. století začali proudit osadníci z Oregonské stezky do údolí řek Beaverhead, Big Hole a do údolí Clark's Fork.
V roce 1852 bylo v Gold Creeku u dnešního Garrisonu objeveno první montanské zlato. O deset let později začala série objevů, během kterých bylo v západní třetině území Montany nalezeno zlato, stříbro, měď, olovo, uhlí (a později též ropa), což do oblasti přilákalo tisíce prospektorů. Největší zásoby zlata byly objeveny v lokalitě Alder Gulch na místě pozdějšího městečka Virginia City. Další bohatá naleziště v lokalitách Last Chance Gulch (dnešní město Helena), Confederate Gulch, Silver Bow, Emigrant Gulch a Cooke City. Mezi lety 1862 a 1876 bylo získáno zlato v celkové hodnotě 144 milionů dolarů. V dalších letech se ale ještě důležitějším artiklem stalo stříbro. Největší doly se nacházely ve městě Butte, které mělo významné zásoby stříbra a obrovské zásoby mědi.

### Montanské teritorium
Od konce 40. let 19. století byly různé části pozdější Montany součástí teritorií oregonského (1848–1859), washingtonského (1853–1863), idažského (1863–1864) a dakotského (1861–1864). Dne 26. května 1864 bylo v rámci Spojených států amerických zřízeno montanské teritorium, jehož hlavním městem se stal Bannack a prvním guvernérem Sidney Edgerton. Roku 1865 bylo hlavní město přesunuto do Virginia City a o deset let později do Heleny. Dne 2. února 1865 vznikla Montana Historical Society, která je nejstarší historickou společností v USA na západ od Mississippi (nepočítaje Louisianu). V roce 1870 čítalo neindiánské obyvatelstvo Montany 20 595 lidí. V letech 1869 a 1870 vyrazily z Heleny směrem do horního Yellowstonu dvě expedice (Cook-Folsom-Petersonova a Washburn-Langford-Doaneova), což vyústilo v roce 1872 ve zřízení Yellowstonského národního parku.

### Konflikty
Bílí osadníci začali osídlovat Montanu od 50. do 70. let 19. století. S tím souvisely spory s indiány, které souvisely především ohledně vlastnictví půdy. V roce 1855 vyjednal Isaac Stevens, guvernér washingtonského teritoria, mezi vládou Spojených států a Sališi, Kalispely a Kutenaji ze západní části Montany Hellgateskou smlouvu, která ustanovila hranice kmenů. Ratifikována byla o čtyři roky později. Během jednání o zřízení indiánské rezervace Flathead se vyskytly spory o interpretaci výsledků a podmínek smlouvy, které vedly bílé Američany k přesvědčení, že v údolí řeky Bitterroot je možné zakládat osady, i když si toto území nárokovaly indiánské kmeny. Sališové zde zůstali až do roku 1891.
První montanskou základnou Armády Spojených států se stal Camp Cooke, založený v roce 1866 na řece Missouri pro ochranu parních lodí mířících do Fort Bentonu. V následujících letech zde vzniklo více než 10 dalších armádních stanovišť. Ve druhé polovině 19. století se na území Montany odehrálo několik významných střetnutí s indiány. Patří k nim Mariaský masakr (1870), bitva u Little Bighornu (1876), bitva u Big Hole (1877) a bitva u Bear Paw (1877). Posledním zaznamenaným montanským konfliktem s domorodými Američany je bitva u Crow Agency (1887). Indiáni, kteří střety přežili a kteří podepsali mírové smlouvy, byli v převážné většině přesídleni do indiánských rezervací, které zde během druhé poloviny 19. století a počátkem 20. století vznikly.
Během těchto bitev a válek byli pozabíjeni i bizoni, kteří byli klíčovým místním druhem a pro indiány primárním zdrojem bílkovin. V roce 1870 žilo v Montaně údajně více než 13 milionů bizonů. V roce 1875 žádal generál Philip Sheridan o jednání s Kongresem, od kterého chtěl povolit hromadné vybíjení bizoních stád, čímž by připravil domorodce o jejich zdroj potravy. Kolem roku 1884 přivedl komerční lov bizony na pokraj vyhynutí. V té době žilo po celých Spojených státech pouze 325 kusů.

### Montana státem USA
Během vlády guvernéra montanského teritoria Thomase Meaghera proběhl v roce 1866 ústavní konvent, během kterého ale byla státnost odmítnuta. Druhý konvent se uskutečnil v roce 1884 v Heleně; tehdy byla ústava přijata a v listopadu téhož roku montanskými obyvateli ratifikována. Z politických důvodů však Kongres Spojených států schválil státnost Montany až o pět let později. Stalo se tak v únoru 1889 a jakmile byly vytvořeny náležité ústavy, podepsal prezident Grover Cleveland společný návrh zákona garantujícího státnost Montany, Severní Dakoty, Jižní Dakoty a Washingtonu. V červenci 1889 svolali Montaňané třetí ústavní konvent, na kterém byla vytvořena a lidmi i federální vládou odsouhlasena ústava. Dne 8. listopadu 1889 prohlásil prezident Benjamin Harrison Montanu za 44. stát Unie. Prvním guvernérem se stal Joseph K. Toole. V 80. letech 19. století měla Helena, tehdejší i současné hlavní město Montany, na jednoho obyvatele více milionářů než kterékoliv jiné město Spojených států.

## Symboly

### Vlajka
Montanská vlajka je tvořena modrým listem o poměru stran 2:3, se žlutým nápisem MONTANA, pod nímž je umístěna státní pečeť Montany, resp. její vnitřní kruh bez vnějšího okruží s opisem.

### Pečeť
Montanská pečeť zobrazuje les a vodopády Great Falls na řece Missouri v paprscích vycházejícího slunce. Na pravém břehu řeky je pluh a lopata. V popředí se nachází stuha se státním mottem ve španělštině: ORO Y PLATA (česky Zlato a stříbro). Vnější strana kruhu nese nápis: THE GREAT SEAL OF THE STATE OF MONTANA (česky Velká pečeť státu Montana). 

## Geografie

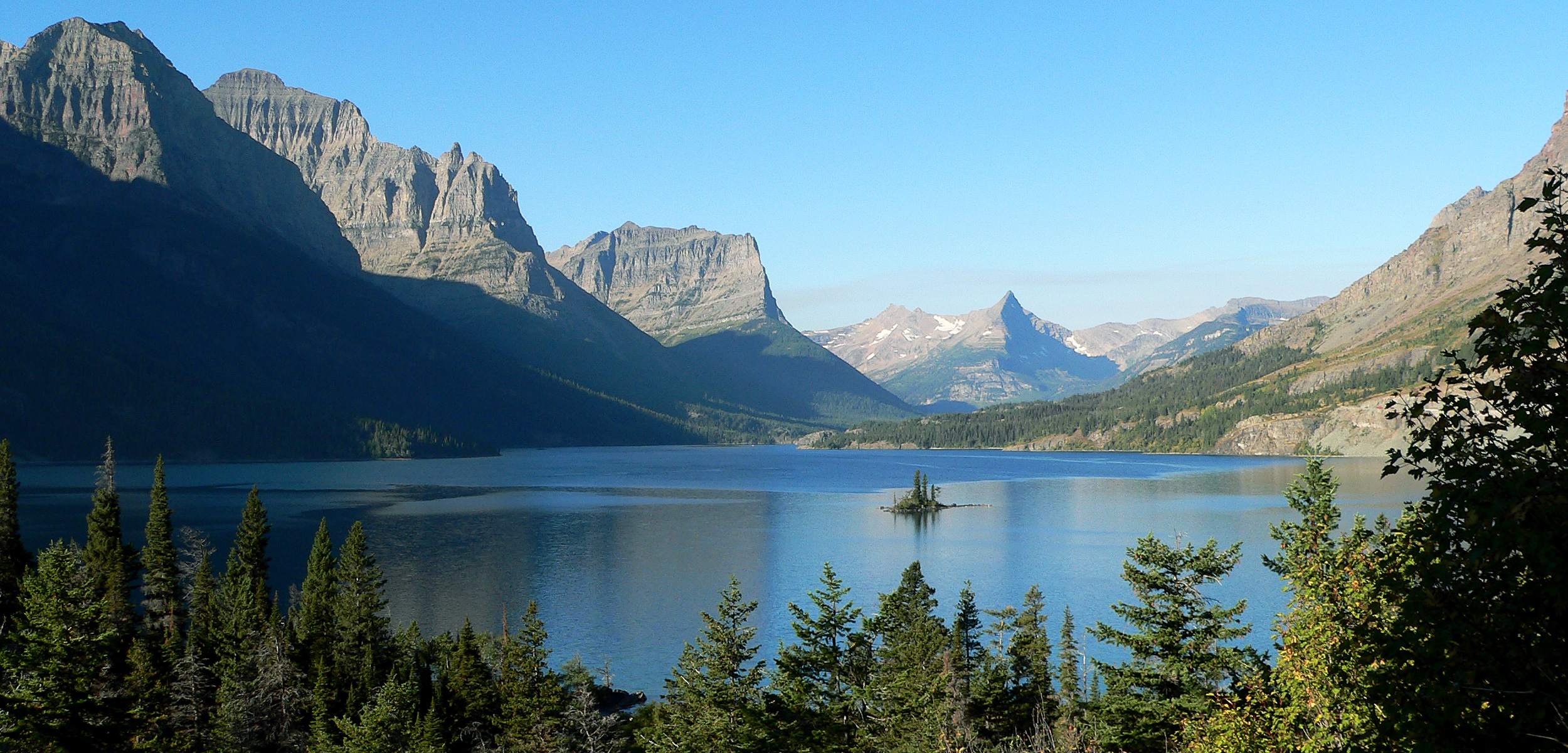
Jezero Saint Mary

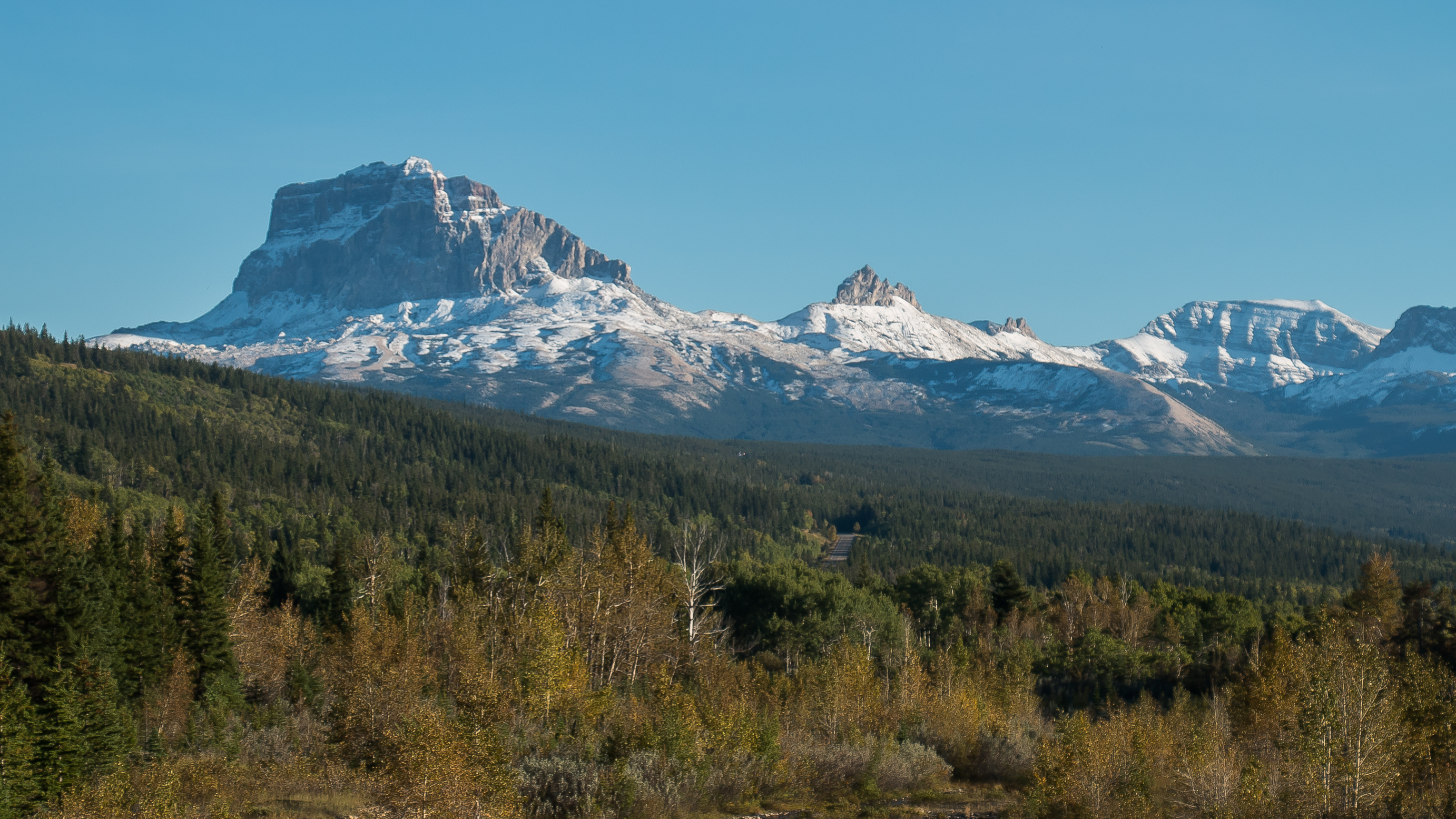
Skalnaté hory v Montaně

Severní hranici Montany tvoří Kanada. Na východě Montana hraničí se státy Jižní Dakota a Severní Dakota, na jihu leží Wyoming a na jihozápadě stát Idaho. Montana je čtvrtý největší stát v USA. Západní Montana je země vysokých a drsných hor, zatímco východ země je tvořen pláněmi. Pramení zde řeka Missouri.
V Montaně se nalézá Národní park Glacier a část Yellowstonského národního parku. Také se zde nachází bojiště u Little Bighornu, kde došlo ke slavné bitvě mezi indiány a armádou USA. Nyní je to národní rekreační oblast. Hlavní atrakcí jsou početná stáda bizonů. Národní parky v Montaně jsou tvořeny scenériemi, plnými špičatých vrcholků hor, zalesněných údolí a početných jezer a vodopádů.

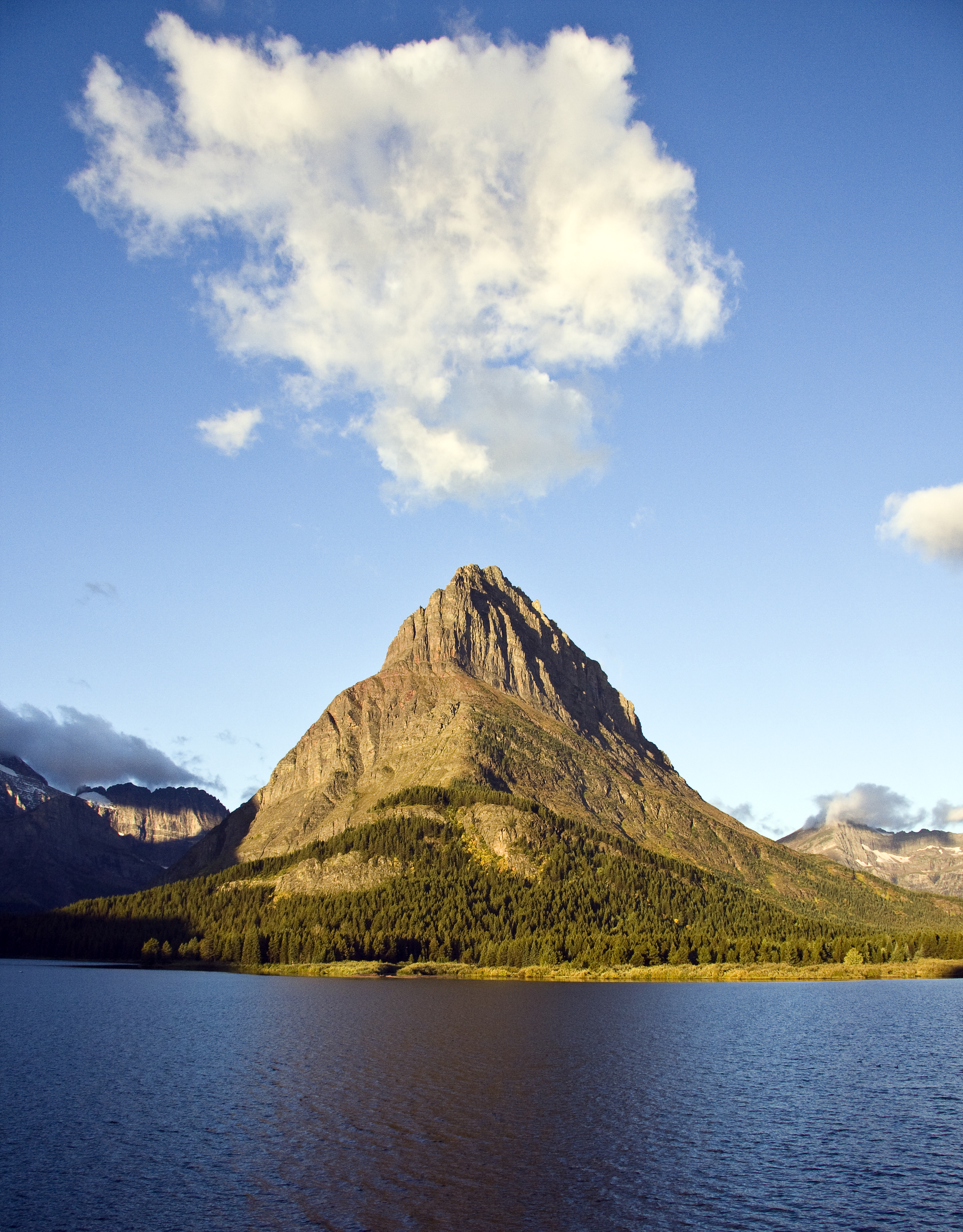
Mount Grinnell a jezero Swiftcurrent Lake v Národním parku Glacier

- Nejvyšší bod Montany leží ve výšce 3 904 m nad mořem.
- Nejnižší bod Montany leží ve výšce 557 m nad mořem.
- Průměrná nadmořská výška činí 1 040 m.
- Šířka státu je 450 km.
- Délka státu je 1 015 km.

## Ekonomika
HDP Montany činí 20 miliard dolarů, což ji řadí na 48. místo v Unii. Roční příjem na hlavu činí 22 569 dolarů (1 880 dolarů měsíčně), což je 46. místo v Unii.
- Zemědělskými produkty jsou: chov skotu, mléko, prasata, pšenice, ječmen, cukrová řepa, seno.
- Průmyslovými produkty jsou: těžba a zpracování nerostných surovin, těžba a zpracování dřeva, výrobky ze dřeva, zpracování potravin.
- Významnou úlohu v ekonomice Montany hraje turistika. Tvoří až 30 % HDP.

## Demografie

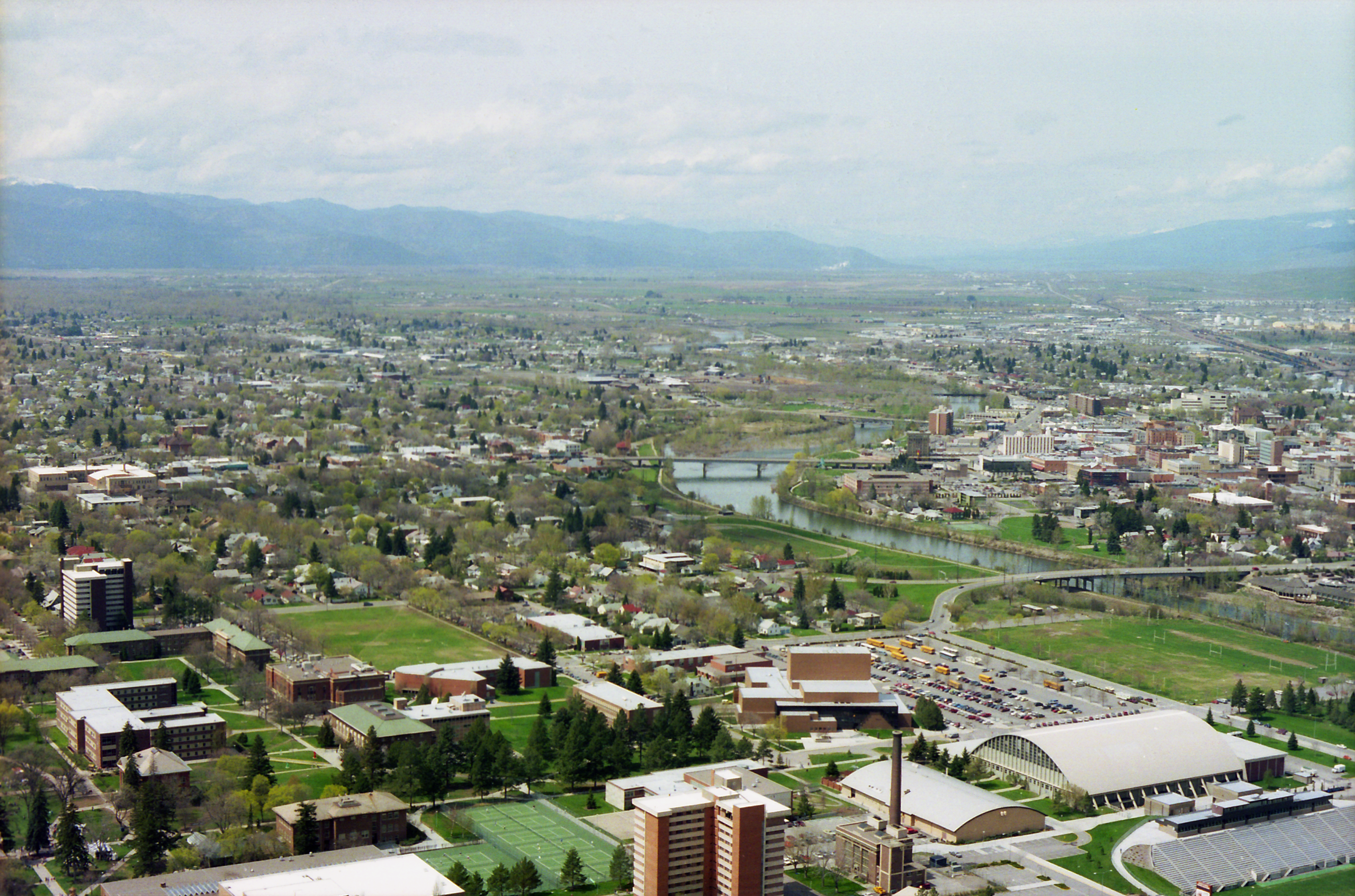
Pohled na město Missoula

Podle sčítání lidu z roku 2010 zde žilo 989 415 obyvatel. Hustota zalidnění je 2,39 obyvatel na km čtvereční, což ji řadí k nejméně zalidněným státům USA.
- Hlavní město je Helena (25 780 obyvatel).
- Největší město je Billings (89 847 obyvatel).
- Další důležité město je Missoula (57 053 obyvatel).

### Rasové složení
- 89,4 % Bílí Američané
- 0,4 % Afroameričané
- 6,3 % Američtí indiáni
- 0,6 % Asijští Američané
- 0,1 % Pacifičtí ostrované
- 0,6 % Jiná rasa
- 2,5 % Dvě nebo více ras

Obyvatelé hispánského nebo latinskoamerického původu, bez ohledu na rasu, tvořili 2,9 % populace.

### Náboženská příslušnost obyvatelstva
- křesťané 79 %
  - protestanti 55 %
    - luteráni 15 %
    - metodisté 8 %
    - baptisté 5 %
    - presbyteriáni 4 %
    - ostatní protestanti 23 %

  - římští katolíci 24 %
- mormoni 3 %
- bez vyznání 18 %

## Paleontologické bohatství
Montana je v paleontologickém světě známa jako stát s jedněmi z nejlepších lokalit na objevování dinosauřích fosilií. Jedná se především o sedimenty geologických souvrství Hell Creek a Two medicine, pocházejících z období pozdní křídy (asi před 80 až 66 miliony let), zkoumaná zejména paleontology z Museum of the Rockies v Bozemanu. V souvrství Hell Creek byly objeveny fosilie posledních žijících druhohorních dinosaurů, kteří vyhynuli při katastrofě na konci křídy před 66 miliony let. V Montaně byla například objevena vůbec první kostra populárního dravého dinosaura tyranosaura, tu odkryl paleontolog Barnum Brown v roce 1902. Vůbec nejvíc exemplářů tohoto populárního dinosaura je známo právě z Montany. Z Montany pochází také první doklady o hnízdní péči dinosaurů (kachnozobý dinosaurus rodu Maiasaura). Rovněž zde byly nalezeny skvěle zachované exempláře různých dinosaurů, jako jsou například tzv. "dinosauří duelanti", objevení v roce 2006. Místní paleontologickou kapacitou je zejména populární badatel Jack Horner, který také působil jako poradce při natáčení filmové série Jurský park.